# Olga Ouhrova
Olga Uhrová (6 juillet 1908, Ivančice – 8 octobre 1988, Ivančice) est une enseignante tchèque du secondaire, directrice du musée d'Ivančice et historienne régionale.

## Biographie
Son père, Josef Vávra, était directeur de l'école municipale d'Ivančice et a joué un rôle déterminant dans la création du musée d'Ivančice.
Elle étudie l'histoire et la géographie à la Faculté de philosophie de l'université Masaryk. Déjà pendant ses études, elle participe aux activités de l'Association des musées et se consacre à l'histoire d'Ivančice. En 1962, elle travaille comme directrice du musée Ivančický , après quoi elle y travaille comme historienne. Elle a été rédactrice en chef des Légendes nationales moraves de Beneš Metod Kulda. Elle concentre ses activités professionnelles principalement sur l'histoire de son Ivančice natal, étudiant par exemple la céramique locale et l'histoire de la poterie à Ivančice.
Elle réalise elle-même des sondages archéologiques et des recherches de sauvegarde, par exemple dans la salle de prière de l'église des frères, ou la recherche du four à poterie au centre d'Ivančice.
Elle a publié dans des revues et anthologies régionales.

## Source
- (cs) Cet article est partiellement ou en totalité issu de l’article de Wikipédia en tchèque intitulé « Olga Uhrová » (voir la liste des auteurs).